# Ross Miner
Ross Miner (* 24. Januar 1991 in Burlington, Vermont) ist ein US-amerikanischer Eiskunstläufer, der im Einzellauf startet.
Miner begann im Alter von drei Jahren mit dem Eislaufen. Bis zum Alter von zwölf Jahren spielte er außerdem Eishockey. Danach nahm das professionelle Training im Bostoner Eiskunstlaufverein auf. Trotz anfänglich großer Schwierigkeiten bei den Sprüngen stimmten Mark Mitchell und Peter Johansson zu, ihn zu trainieren.
2011 erreichte Miner mit dem dritten Platz erstmals das Podium bei den US-amerikanischen Meisterschaften und qualifizierte sich damit für seine erste Weltmeisterschaft. Diese beendete er auf dem elften Platz.
Im Jahr 2012 errang Miner die Bronzemedaille bei den Vier-Kontinente-Meisterschaften.
2012 und 2013 gewann Miner jeweils die Bronzemedaille bei der NHK Trophy.
2013 wurde Miner US-amerikanischer Vizemeister. Bei seiner zweiten Teilnahme bei Weltmeisterschaften belegte er den 14. Platz.
In den folgenden beiden Jahren konnte Miner sich nicht für internationale Meisterschaften qualifizieren. Auch bei seinen Grand-Prix-Auftritten konnte er nicht an seine früheren Erfolge anknüpfen. Erst im November 2015 gelang ihm bei seiner ersten Teilnahme am Cup of Russia wieder der Gewinn einer Medaille. Mit persönlichen Bestleistungen in Kurzprogramm, Kür und Gesamtleistung errang er Bronze.

## Ergebnisse
| Meisterschaft / Jahr             | 2011  | 2012  | 2013  | 2014  | 2015  | 2016  |
| -------------------------------- | ----- | ----- | ----- | ----- | ----- | ----- |
| Weltmeisterschaften              | 11.   |       | 14.   |       |       |       |
| Vier-Kontinente-Meisterschaften  |       | 3.    | 9.    |       |       |       |
| US-amerikanische Meisterschaften | 3.    | 3.    | 2.    | 7.    | 6.    |       |
| –                                |       |       |       |       |       |       |
| Grand-Prix-Wettbewerb / Saison   | 10/11 | 11/12 | 12/13 | 13/14 | 14/15 | 15/16 |
| Skate America                    |       |       |       |       |       | 7.    |
| Skate Canada                     |       | 6.    | 5.    | 9.    |       |       |
| Cup of Russia                    |       |       |       |       |       | 3.    |
| NHK Trophy                       | 9.    | 3.    | 3.    |       | 7.    |       |
| Cup of China                     | 7.    |       |       |       |       |       |